# بيروليدين
بيروليدين مركب كيميائي عضوي حلقي غير متجانس أليفاتي.
حلقة البيروليدين خماسية الأضلاع حاوية على ذرة نيتروجين، لذا فإن البيروليدين أمين ثانوي.

## الخواص
- البيروليدين سائل عديم اللون، قابل للاشتعال، له رائحة كريهة شبيهة برائحة الأمونياك.
- في المحاليل المائية يتفاعل البيروليدين بصفة قاعدية واضحة.

## وجوده
يوجد البيروليدين بكميات ضئيلة في بعض النباتات. توجد حلقة البيروليدين في الحمض الأميني البرولين.

## التحضير
يحضر البيروليدين تقنياً من رباعي هيدرو الفوران من خلال التفاعل مع الأمونياك.